# Gilles Delion
Gilles Delion (Saint-Étienne, 5 de agosto de 1966) fue un ciclista francés, que fue profesional entre 1988 y 1996. Sus victorias más importantes fueron el Giro de Lombardía de 1990, una etapa en el Tour de Francia y la Clásica de los Alpes de 1992. El 1990 ganó el maillot blanco como mejor joven del Tour de Francia.

## Palmarés
- 1989
  - Gran Premio de Lugano.
- 1990
  - Giro de Lombardía.
  - Vencedor de una etapa del Critérium Internacional.
  -  Clasificación de los jóvenes del Tour de Francia.
- 1992
  - Clásica de los Alpes.
  - Vencedor de una etapa del Tour de Francia.
- 1993
  - Vencedor de dos etapas de la Mi-Août Bretonne.
- 1994
  - Gran Premio de la Villa de Rennes.
  - Gran Premio Ciclista la Marsellesa.
  - Vencedor de una etapa del Tour de l'Ain.

## Resultados en Grandes Vueltas
| Carrera         | 1990 | 1991 | 1992 | 1993 | 1994 | 1995 |
| --------------- | ---- | ---- | ---- | ---- | ---- | ---- |
| Giro de Italia  | -    | -    | -    | -    | -    | Ab.  |
| Tour de Francia | 15º  | 21º  | 58.º | -    | -    | Ab.  |
| Vuelta a España | -    | -    | -    | -    | -    | Ab.  |

-: no participa

Ab.: abandono

X: ediciones no celebradas